# Vandplante
Vandplanter eller hydrofytter er plantearter, som er tilpasset livet i vand. Som regel tænker man først og fremmest på arter fra ferskvand, og ofte udelader man tangplanter og alger. Ferskvandsplanterne inddeles efter deres økologiske tilpasning, men det overses ofte, fordi grupperne bærer betegnelser, som i stedet fremhæver bestemte træk ved deres voksemåde. Dette kan skyldes, at mange af planterne har vundet indpas som prydplanter i havedamme og bassiner.
Da planterne lever på eller under vandoverfladen, har de udviklet talrige, særlige tilpasninger. Derfor kan vandplanter kun gro i vand eller helt vandmættet jord. I modsætning til de arter, som lever på jord, der kan tørre helt eller delvist ud, har vandplanterne ingen problemer med at tilbageholde vand. Det medfører, at planterne har mindre behov for at regulere deres vandtab til omgivelserne (transpiration), og i realiteten ville reguleringen kræve et større forbrug energi end den energigevinst, der kunne skaffes på den måde.
Vandplanterne er fælles om flere tilpasninger:
1. En tynd overhud (cuticula) – eller slet ingen. Overhuden tjener først og fremmest til at forhindre vandtab, og derfor har vandplanterne ikke noget behov for at have den.
2. Spalteåbningerne (stomata) er åbne det meste af tiden. Det betyder, at læbecellerne almindeligvis er ude af funktion.
3. Et forøget antal spalteåbninger, som kan findes på begge sider af bladene.
4. En mindre stiv opbygning, fordi vandet støtter planterne.
5. Store, flade blade på overfladen giver opdrift.
6. Indbyggede luftblærer giver yderligere opdrift.
7. Mindre rødder, fordi vand kan optages direkte i bladene.
8. Fjeragtige rodnet, fordi planterne ikke behøver støtte.
9. Specialiserede rødder eller kanaler til optagelse eller transport af ilt.

## Flydebladsplanter
Flydebladsplanterne har specialiseret sig til at leve på forholdsvis stor vanddybde. De klarer på én gang at have rødderne nede i bunden af vandhullet samtidig med, at de har bladene liggende på overfladen. Det giver nogle fordele, som har givet planterne stor succes i konkurrencen. Rødderne befinder sig dér, hvor indholdet af opløste gødningssalte er størst. Samtidig er bladene placeret dér, hvor adgangen til lys og CO2 er mest rigelig. Og i tilgift er det meste af planten i direkte kontakt med vandet, sådan at der ikke opstår udtørringsproblemer.
Dette beskriver de forhold, som planterne er nødt til at have opfyldt, for at de kan trives også i kunstigt anlagte vandhuller eller damme. Visse dværgformer kan klare sig ned til ca. 50 cm vanddybde, men meget mindre går det ikke at byde dem. 
Gode flydebladsplanter er f.eks.:
- Almindelig Frøbid (Hydrocharis morsus-ranae)
- Gul Åkande (Nuphar lutea)
- Flydende Hornnød (Trapa natans)
- Krebseklo (Stratiotes aloides)
- Hvid Nøkkerose (Nymphaea alba) (og de mange sorter i diverse farver)
- Almindelig Søblad (Nymphoides peltata)
- Svømmende Vandaks (Potamogeton natans)
- Vand-Pileurt (Polygonum amphibium)
- Vand-Ranunkel (Ranunculus aquatilis)

## Rørsumpens planter
Planterne fra vandhullets bredzone er vel dem, som folk mest forbinder med ordet "vandplanter". De er synlige, de er livskraftige og de er – som regel da – lette at arbejde med. Nogle er tilmed så lette, at de bliver til aggressivt ukrudt. Blandt dem kan nævnes følgende:
- Bredbladet Dunhammer (Typha latifolia)
- Høj Sødgræs (Glyceria maxima)
- Almindelig Tagrør (Phragmites australis) (ofte – men fejlagtigt – kaldet "siv")

Disse planter bør man kun bruge under meget store forhold, hvor præget og plejeniveau'et skal give indtryk af oprindelig natur. Planterne her vil ikke blive omtalt nærmere, og man bør ofte finde andre arter til erstatning for dem selv i de tilfælde, hvor planlæggeren har foreskrevet netop dem.
Men når man ser bort fra disse aggressive undtagelser, er der rigtigt mange, smukke planter, som trives i rørsumpen. Dér har man på én og samme tid tilstrækkeligt med vand (måske nok en tørlægning, men aldrig udtørring), masser af lys og en velgødet jordbund. Planterne har egentlig kun ét problem, som de må klare for at trives i det lave, stillestående vand, og det er iltmanglen omkring rødderne. De fleste klarer det ved at have udviklet luftførende rør, som året rundt forsyner hele rodnettet med den nødvendige ilt.
Planterne fra bredzonen i Søer, vandhuller og damme er tilpasset et liv med vanddybder mellem 0 og 50 cm. De kan overleve og endda trives fint med en årlig tørlægning, men jorden skal blive ved med at være våd hele sæsonen igennem. Hvis tørlægningen varer for længe er det også uheldigt, for så bliver området invaderet af mere effektive arter (læs: ukrudt). Det skal siges, at selv om den afgørende faktor, vanddybden, er et fælles krav, som alle rørsumpplanter stiller, så er mange af de andre faktorer uens. Lysmængden er ikke altid så stor, for de høje planter skygger ofte for de lave. Gødningskraften i vandet er heller ikke den samme, for den afhænger mest af, hvad der bliver tilført udefra (eller ovenfra). Og især surhedsgraden er meget forskellig.
Gode rørsumpplanter er f.eks.:
- Almindelig Fredløs (Lysimachia vulgaris)
- Almindelig Kattehale (Lythrum salicaria)
- Almindelig Mjødurt (Filipendula ulmaria)
- Blåtop (Molinia caerulea)
- Brudelys (Butomus umbellatus)
- Bukkeblad (Menyanthes trifoliata)
- Dusk-Fredløs (Lysimachia thyrsiflora)
- Eng-Forglemmigej (Myosotis palustris)
- Grenet Pindsvineknop (Sparganium erectum)
- Gul Iris (Iris pseudacorus) – Flæg
- Hamp-Hjortetrøst (Eupatorium cannabinum)
- Kalmus (Acorus calamus)
- Kærmysse (Calla palustris) – Vand-Kalla
- Langbladet Ranunkel (Ranunculus lingua)
- Læge-Stokrose (Althaea officinalis)
- Pengebladet Fredløs (Lysimachia nummularia)
- Rød Hjortetrøst (Eupatorium purpureum)
- Sibirisk Iris (Iris sibirica)
- Smalbladet Dunhammer (Typha angustifolia)
- Smalbladet Kæruld (Eriophorum angustifolium)
- Vejbred-Skeblad (Alisma plantago-aquatica)

## Undervandsplanter
Gruppen består af arter, som er tilpasset en levevis, hvor både rødder, stængel og blade er helt nedsænket i vand. Ofte har disse arter blomstrende skud, som hæver blomsterne op over vandoverfladen, sådan at bestøvningen ken ske ved vindens eller insekternes hjælp. Disse planter er afhængige af, at der trænger tilstrækkeligt med lys ned til dem. De findes derfor ikke på alt for store vanddybder og heller ikke i biotoper, hvor algevækst eller flydebladsplanter spærrer for lystilgangen. Dette forhold gør, at arterne bruges som et første fingerpeg om, at vandet ikke er forurenet (eutrofieret). Omvendt betyder planternes fotosyntese, at de afgiver betydelige mængder ilt til vandet, og på den måde bidrager de til en øget artsdiversitet på deres levested.
Velkendte undervandsplanter er f.eks.:
- Aks-Tusindblad (Myriophyllum spicatum)
- Almindelig Vandkrans (Zannichella palustris)
- Almindelig Vandpest (Elodea canadensis)
- Almindelig Vandrøllike (Hottonia palustris)
- Græsbladet Vandaks (Potamogeton gramineus)
- Liden Najade (Najas flexilis)
- Roset-Vandstjerne (Callitriche cophocarpa)

## Vådbundsplanter
Denne gruppe af planter står kun sjældent med "fødderne" i vand. Det kan godt ske, at der opstår oversvømmelser om foråret i forbindelse med snesmeltning, men resten af året er jorden kun våd eller i hvert fald fugtig.
Planterne er tilpasset fuldt lys, og de har faktisk først kunnet brede sig, efter at vore forfædre fjernede den vegetation, som er naturlig på engarealerne. Alle vore enge med undtagelse af nogle strandenge har oprindeligt været ellesumpe, dækket af en tæt og skyggefuld bevoksning med Rød-el, Ask, Hæg, Tørst og Ribs.
Vådbundsplanterne fandtes kun i den tid der gik mellem gamle træers forsvinden og nye træers etablering. De kunne også findes i kortvarige pionersamfund på nyopståede mudderbanker, øer eller stenbunker.
Alt dette forklarer, hvorfor disse planter ikke tåler skygge, og også hvordan det kan gå til, at nogle (skyggende) arter kan fordrive andre (mere lyskrævende) arter. Tænk bare på de problemer det giver, når man vil frede orkidebiotoper.
Gode vådbundsplanter er f.eks.:
- Almindelig Fredløs (Lysimachia vulgaris)
- Almindelig Humle (Humulus lupulus)
- Almindelig Kattehale (Lythrum salicaria)
- Almindelig Mjødurt (Filipendula ulmaria)
- Eng-Nellikerod (Geum rivale)
- Europæisk Engblomme (Trollius europaeus)
- Gul Frøstjerne (Thalictrum flavum)
- Hamp-Hjortetrøst (Eupatorium cannabinum)
- Kongebregne (Osmunda regalis)
- Langbladet Mynte (Mentha longifolia)
- Læge-Baldrian (Valeriana officinalis)
- Læge-Kulsukker (Symphytum officinale)
- Læge-Kvæsurt (Sanguisorba officinalis)
- Mose-Bunke (Deschampsia caespitosa)
- Nyse-Røllike (Achillea ptarmica)
- Pengebladet Fredløs (Lysimachia nummularia)
- Sump-Kællingetand (Lotus uliginosus)

## Træer og buske
Når det er sagt, at vand- og sumpplanterne alle kræver fuldt lys, så skal det ikke glemmes, at træer og buske skam vokser ganske udmærket de samme steder. Der er ikke træagtige planter med flydeblade, men både Rød-El og Pil vil trives fint i rørsumpen, hvis de bare får lov til at etablere sig øverst i en tue af Kæmpe-Star (Carex pendula) eller Lyse-Siv (Juncus effusus). Begge slægter danner luftkanaler ud i rødderne ligesom rørsumpens urter, så de har intet imod at vokse samme sted. Faktisk vil alle rørsumpe med tiden gro til i Pil og – senere – El.
Gode eksempler på træer og buske til våd og fugtig bund er f.eks.:
- Almindelig Sumpcypres (Taxodium distichum)
- Amerikansk Knapbusk (Cephalanthus occidentalis)
- Bånd-Pil (Salix viminalis)
- Dun-Birk (Betula pubescens)
- Hvid Kornel (Cornus alba)
- Mose-Pors (Myrica gale)
- Mose-Post (Ledum palustre)
- Papir-Birk (Betula papyrifera)
- Pensylvansk Pors (Myrica pensylvanica)
- Purpur-Pil (Salix purpurea 'Gracilis')
- Rød-El (Alnus glutinosa)
- Skov-Tupelotræ (Nyssa sylvática)
- Sump-Eg (Quercus palustris)
- Tørst (Frangula alnus)

## Ekstern henvisning
- Miljønyt nr. 2 1990: Danske Vandplanter Arkiveret 17. oktober 2006 hos  Wayback Machine